# Centro trasmittente di Valcava

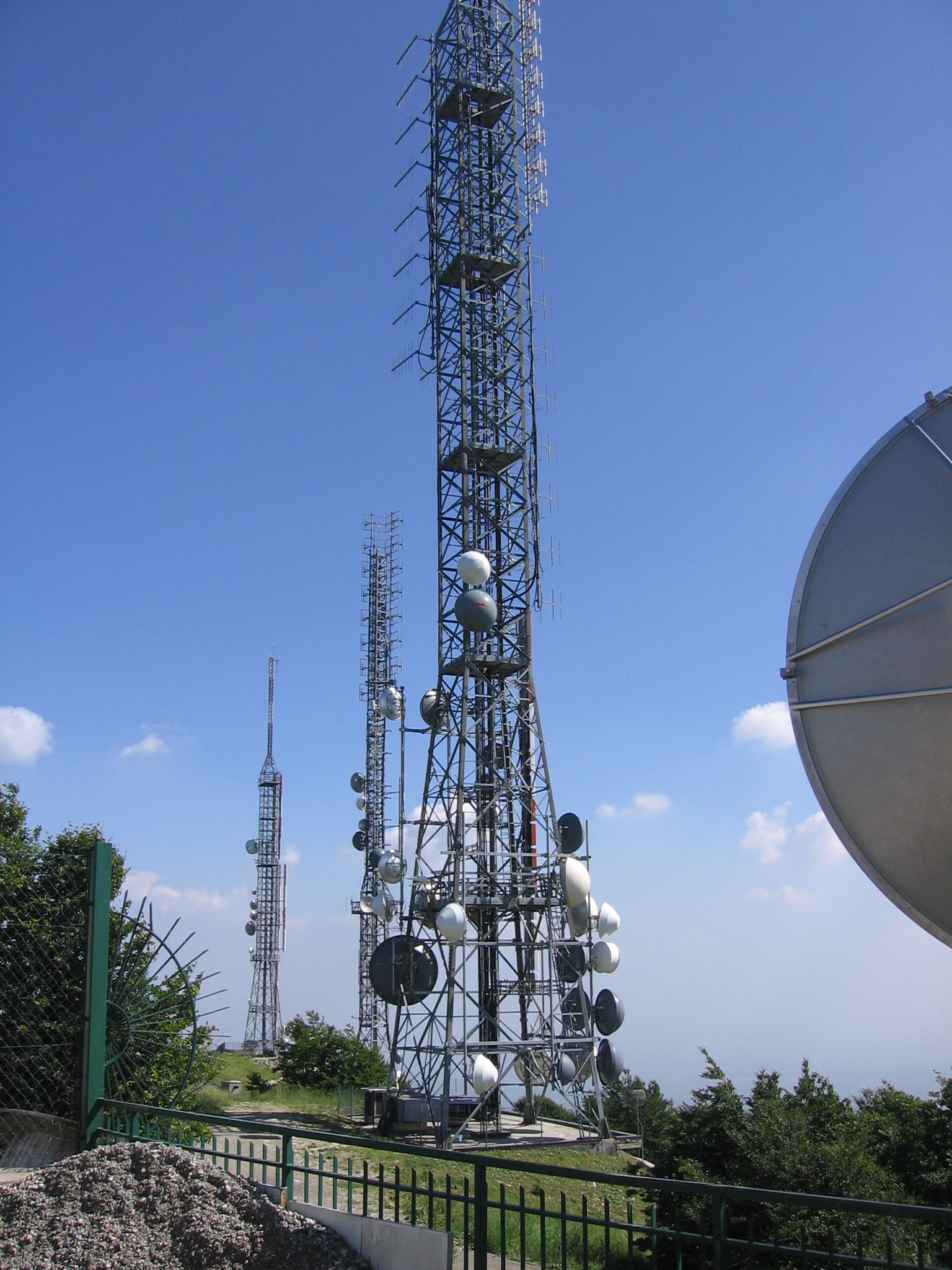
Alcuni tralicci del centro trasmittente

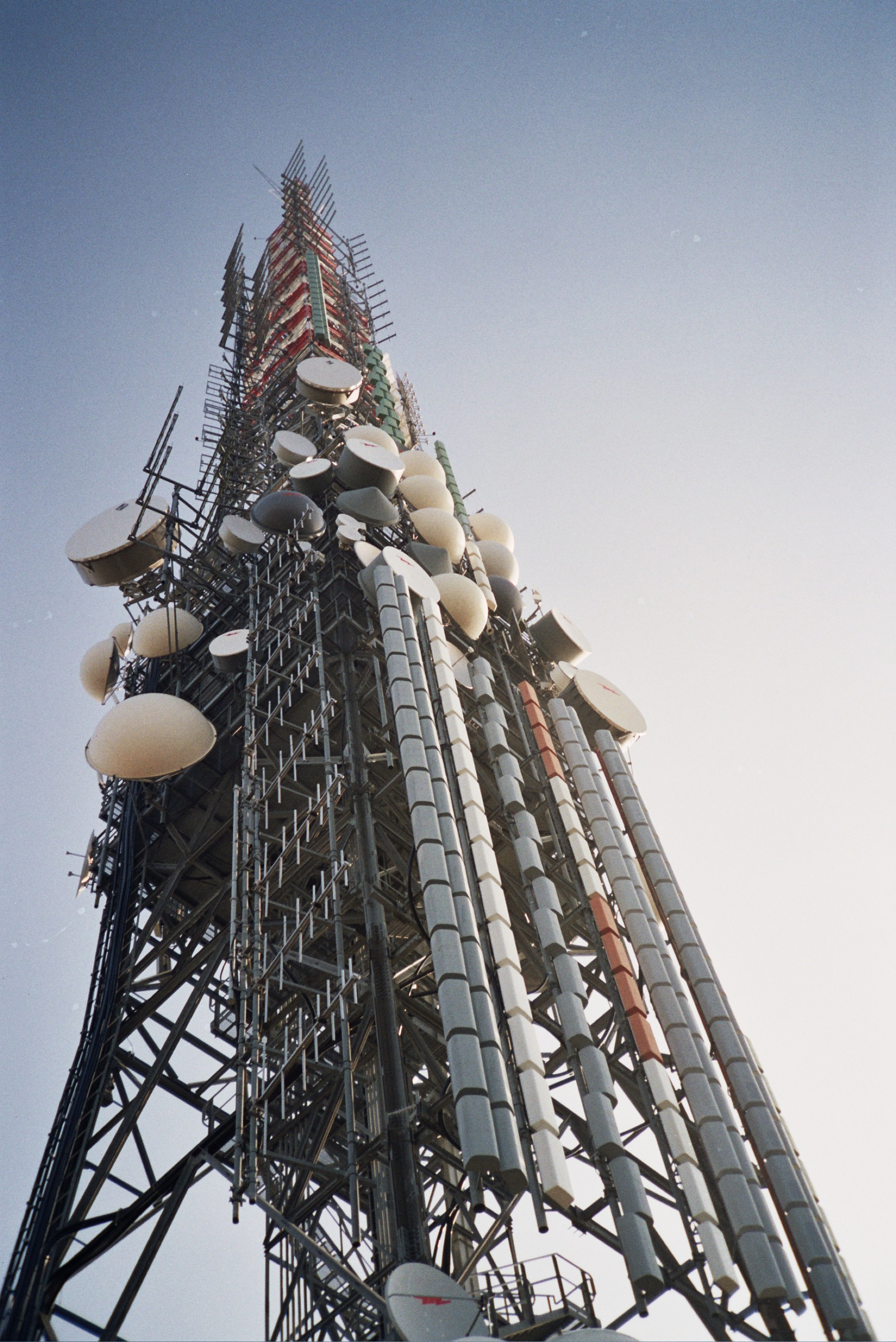
Torre SOGEPOTEL H=130m situata al Passo Valcava

Il centro trasmittente di Valcava è una delle postazioni radio-TV più importanti del Nord Italia. 
Essa è situata presso il Valico di Valcava, tra i comuni bergamaschi di Caprino Bergamasco e Torre de' Busi e contiene ripetitori di RAI, Mediaset, Persidera e TV locali.

## Storia
Il sito di Valcava inizia a essere operativo dal 1975, all'inizio del periodo della nascita delle emittenti locali. La RAI vi arriverà solo nel 2004, con l'attivazione del Mux A digitale sul canale UHF 64 che le fu ceduto dall'emittente locale Canale 6.
Gli impianti sono siti in tre diverse località: Valcava Funivia, Valcava Passo e Valcava Prato della Costa; attualmente la postazione di Funivia non è più utilizzata da nessun bouquet televisivo (ma in passato è stata nota per aver trasmesso France 2 sul canale UHF 53, in seguito acquisito da Canale Italia) e vengono usate solo le postazioni di Valcava Passo e Valcava Prato della Costa.
I primi canali a passare al digitale terrestre nel 2003 furono il canale UHF 67 con il mux di Mediaset 1 e il canale UHF 25 con il mux di TIMB 2.
Dal 26 novembre 2010 tutte le postazioni televisive del centro trasmittente sono passate al digitale terrestre.
Valcava ospita anche i ripetitori di molte radio nazionali, come Rai Radio 1, Rai Radio 2, RTL 102.5, RDS, Radio Deejay, Radio Italia, Radio 105, Radio Kiss Kiss, Virgin Radio, R101, Radio Capital, Radio m2o, Radio Monte Carlo, Radiofreccia, Radio Zeta, Radio 24, Radio Maria, Radio Radicale e locali, come Discoradio, Radio Number One, Radio Lombardia, Radio Italia Anni 60, Radio Classica, Radio Studio Più, Dimensione Suono Soft, Giornale Radio, Radio Birikina, Radio Piterpan, Radio Marconi, Radio Mater, Radio Bruno, Radio Popolare e Radio Libera.

## Copertura
La copertura del Centro trasmittente di Valcava si estende verso ovest fino a raggiungere e servire la provincia di Biella, la provincia di Vercelli, Chivasso e altre zone in provincia di Torino, parte della provincia di Asti e di quella di Alessandria, mentre verso est fino a lambire la provincia di Brescia meridionale e quella di Cremona. Da nord è ricevibile a partire dalla città di Lecco e gran parte del territorio della provincia di Varese (Busto Arsizio, Gallarate, Tradate, Saronno), mentre verso sud raggiunge la provincia di Piacenza e la provincia di Parma, servendo entrambi i capoluoghi. 
Il Centro copre in modo omogeneo tutta l'area urbana ed extraurbana di Milano e le intere province di Lodi e Monza e Brianza.

## Multiplex digitali trasmessi
Aggiornato a giugno 2022.

### Valcava Passo
Presso Torre de' Busi.
| Canale | Nome             | Polarizzazione |
| ------ | ---------------- | -------------- |
| 26     | RAI Mux A        | Orizzontale    |
| 30     | RAI MUX MR 1     | Orizzontale    |
| 34     | Raiway Lombardia | Orizzontale    |
| 40     | RAI Mux B        | Orizzontale    |

### Valcava Prato della Costa
Presso Caprino Bergamasco.
| Canale | Nome               | Polarizzazione |
| ------ | ------------------ | -------------- |
| 22     | Eitowers Lombardia | Orizzontale    |
| 23     | Dfree              | Orizzontale    |
| 25     | Cairo Due          | Orizzontale    |
| 36     | Mediaset 2         | Orizzontale    |
| 38     | Mediaset 3         | Orizzontale    |
| 44     | Persidera 1        | Orizzontale    |
| 45     | Persidera 3        | Orizzontale    |
| 46     | Mediaset 1         | Orizzontale    |
| 48     | Persidera 2        | Orizzontale    |

## Radio FM trasmesse
Valcava Passo (Torre de' Busi)
- RAI Radio 2 (88,50 MHz)
- RAI Radio 1 (89,30 MHz)
- Radiofreccia (91,10 MHz)
- Radio Mater (92,20 MHz)
- Radio Piterpan (92,60 MHz)
- Giornale Radio (92,80 MHz)
- Radio Classica (93,90 MHz)
- Dimensione Suono Soft (94,50 MHz)
- Radio Libera (96,10 MHz)
- Discoradio (96,50 MHz)
- Radio Radicale (96,80 MHz)
- Radio Birikina (97,10 MHz)
- R101 (101,20 MHz)

Valcava Prato della Costa (Caprino Bergamasco)
- Radio Maria (88,00 MHz e 107,90 MHz)
- Radio Capital (90,10 MHz)
- Radio m2o (93,10 MHz)
- Radio Studio Più (93,40 MHz)
- Radio Marconi (94,80 MHz)
- Radio Kiss Kiss (97,80 MHz)
- Radio 105 (98,90 MHz)
- Radio Lombardia (100,30 MHz)
- RTL 102.5 (102,50 MHz)
- Radio Zeta (102,80 MHz)
- Radio Number One (104,20 MHz)
- Virgin Radio (104,50 MHz)
- Radio 24 (104,80 MHz)
- Radio Bruno (105,10 MHz)
- Radio Monte Carlo (105,50 MHz)
- Radio Italia Anni 60 (106,30 MHz)
- Radio Italia (106,70 MHz)
- Radio Deejay (107,00 MHz)
- RDS (107,30 MHz)
- Radio Popolare (107,60 MHz)

## Multiplex DAB+ trasmessi
Valcava Passo (Torre de' Busi)
| Canale | Nome           |
| ------ | -------------- |
| 7C     | DAB+ RAI       |
| 9A     | EURODAB ITALIA |
| 11C    | SPACEDAB       |
| 12C    | MEDIA DAB      |

Valcava Prato della Costa (Caprino Bergamasco)

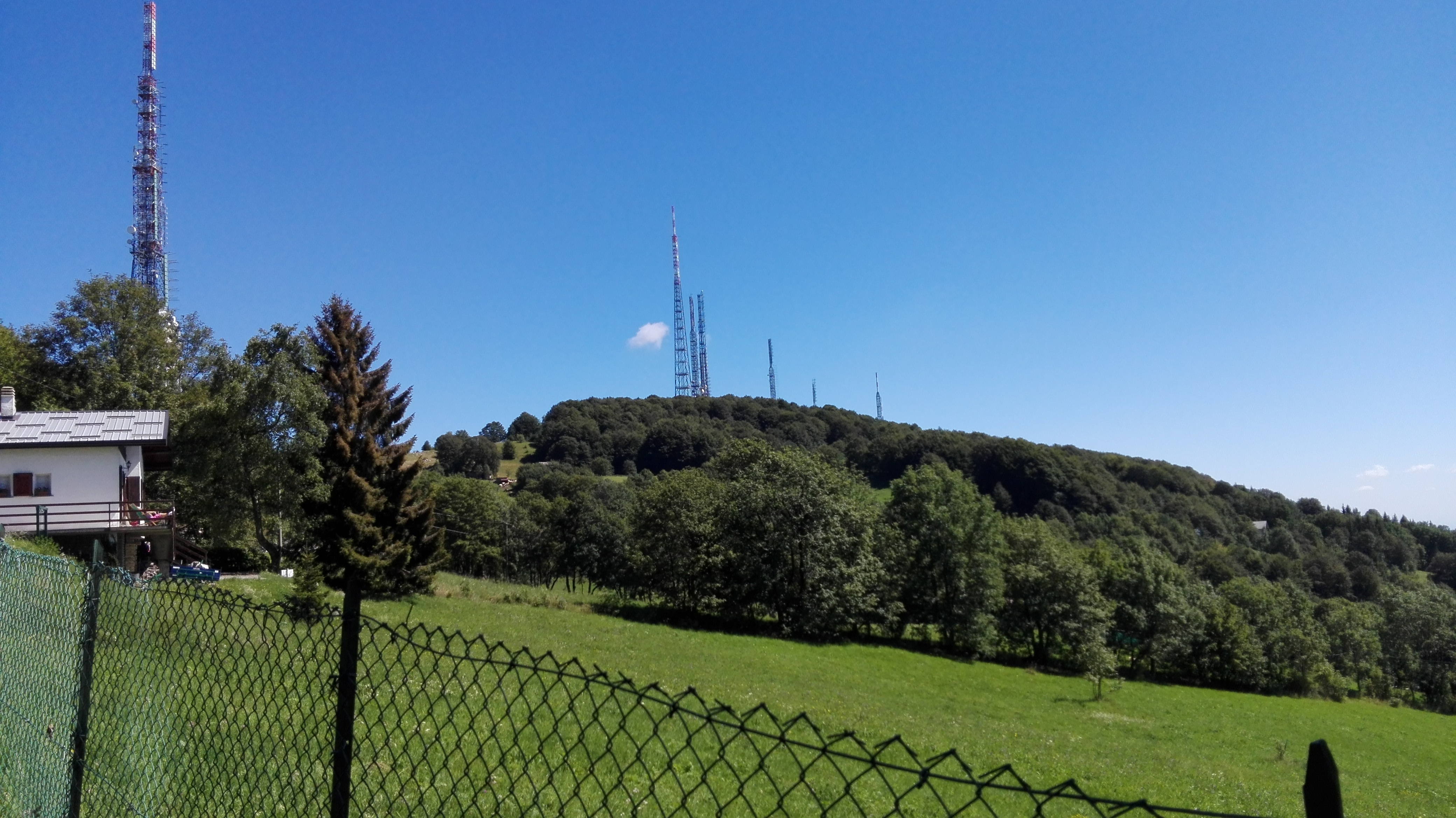
Vista d'insieme dei trasmettitori del centro trasmittente di Valcava

| Canale | Nome       |
| ------ | ---------- |
| 7D     | DAB ITALIA |